# Listă de filme britanice din 1933
Aceasta este o listă de filme britanice din 1933:

## Lista
| Titlu                          | Regizor                         | Distribuție                                                   | Gen              | Note                                             |
| ------------------------------ | ------------------------------- | ------------------------------------------------------------- | ---------------- | ------------------------------------------------ |
| This Acting Business           | John Daumery                    | Hugh Williams, Wendy Barrie                                   | Comedy           | [ 1 ]                                            |
| Adventures of Don Quixote      | G. W. Pabst                     | Feodor Chaliapin, George Robey                                | Adventure        | Co-production with France                        |
| After Dark                     | Albert Parker                   | Horace Hodges, Hugh Williams                                  | Crime            |                                                  |
| Anne One Hundred               | Henry Edwards                   | Betty Stockfeld, Gyles Isham                                  | Romantic drama   |                                                  |
| As Good as New                 | Graham Cutts                    | Toni Edgar-Bruce, Sunday Wilshin                              | Drama            |                                                  |
| Ask Beccles                    | Redd Davis                      | Garry Marsh, Mary Newland                                     | Comedy thriller  |                                                  |
| Aunt Sally                     | Tim Whelan                      | Cicely Courtneidge, Sam Hardy                                 | Musical comedy   |                                                  |
| The Bermondsey Kid             | Ralph Dawson                    | Esmond Knight, Eve Gray                                       | Drama            |                                                  |
| Bitter Sweet                   | Herbert Wilcox                  | Anna Neagle, Fernand Gravey                                   | Musical          |                                                  |
| The Blarney Stone              | Tom Walls                       | Tom Walls, Robert Douglas, Anne Grey                          | Comedy drama     |                                                  |
| Born Lucky                     | Michael Powell                  | René Ray, John Longden                                        | Musical comedy   |                                                  |
| Britannia of Billingsgate      | Sinclair Hill                   | Violet Loraine, Gordon Harker                                 | Musical comedy   |                                                  |
| Call Me Mame                   | John Daumery                    | Ethel Irving, Dorothy Bartlam                                 | Comedy           |                                                  |
| Called Back                    | Reginald Denham                 | Franklin Dyall, Lester Matthews                               | Crime            |                                                  |
| Cash                           | Zoltan Korda                    | Edmund Gwenn, Robert Donat, Wendy Barrie                      | Comedy           |                                                  |
| Channel Crossing               | Milton Rosmer                   | Matheson Lang, Constance Cummings                             | Crime            |                                                  |
| Chelsea Life                   | Sidney Morgan                   | Louis Hayward, Anna Lee                                       | Drama            |                                                  |
| Cleaning Up                    | Leslie S. Hiscott               | Davy Burnaby, Betty Astell                                    | Comedy           |                                                  |
| Commissionaire                 | Edward Dryhurst                 | Sam Livesey, Barry Livesey                                    | Crime            |                                                  |
| The Constant Nymph             | Basil Dean                      | Victoria Hopper, Brian Aherne                                 | Drama            |                                                  |
| Counsel's Opinion              | Allan Dwan                      | Henry Kendall, Binnie Barnes                                  | Romantic comedy  |                                                  |
| The Crime at Blossoms          | Maclean Rogers                  | Hugh Wakefield, Joyce Bland                                   | Crime            |                                                  |
| Crime on the Hill              | Bernard Vorhaus                 | Sally Blane, Nigel Playfair                                   | Mystery          |                                                  |
| A Cuckoo in the Nest           | Tom Walls                       | Ralph Lynn, Yvonne Arnaud                                     | Comedy           |                                                  |
| Daughters of Today             | F. W. Kraemer                   | George Barraud, Betty Amann                                   | Drama            | [ 2 ]                                            |
| Dick Turpin                    | Victor Hanbury, John Stafford   | Victor McLaglen, Jane Carr                                    | Historical/drama |                                                  |
| Discord                        | Henry Edwards                   | Owen Nares, Benita Hume                                       | Drama            |                                                  |
| Doss House                     | John Baxter                     | Frank Cellier, Arnold Bell                                    | Drama            |                                                  |
| Double Wedding                 | Frank Richardson                | Joan Marion, Jack Hobbs                                       | Comedy           |                                                  |
| Enemy of the Police            | George King                     | John Stuart, Viola Keats                                      | Comedy           |                                                  |
| Excess Baggage                 | Redd Davis                      | Claud Allister, Frank Pettingell                              | Comedy           |                                                  |
| Eyes of Fate                   | Ivar Campbell                   | Allan Jeayes, Valerie Hobson                                  | Sports           |                                                  |
| Facing the Music               | Harry Hughes                    | Stanley Lupino, Nancy Burne                                   | Comedy           |                                                  |
| Falling for You                | Jack Hulbert, Robert Stevenson  | Jack Hulbert, Cicely Courtneidge                              | Comedy           |                                                  |
| The Fear Ship                  | J. Steven Edwards               | Cyril McLaglen, Dorothy Bartlam                               | Drama            |                                                  |
| The Flaw                       | Norman Walker                   | Henry Kendall, Eric Maturin                                   | Thriller         |                                                  |
| Follow the Lady                | Adrian Brunel                   | Marguerite Allan, William Hartnell                            | Comedy           |                                                  |
| For Love of You                | Carmine Gallone                 | Arthur Riscoe, Naunton Wayne                                  | Musical          |                                                  |
| Forging Ahead                  | Norman Walker                   | Margot Grahame, Garry Marsh                                   | Comedy           |                                                  |
| The Fortunate Fool             | Norman Walker                   | Hugh Wakefield, Joan Wyndham                                  | Comedy           |                                                  |
| Friday the Thirteenth          | Victor Saville                  | Jessie Matthews, Sonnie Hale                                  | Drama            |                                                  |
| General John Regan             | Henry Edwards                   | Henry Edwards, Chrissie White                                 | Comedy           |                                                  |
| The Ghost Camera               | Bernard Vorhaus                 | Henry Kendall, Ida Lupino, John Mills                         | Mystery          |                                                  |
| The Ghoul                      | T. Hayes Hunter                 | Boris Karloff, Cedric Hardwicke                               | Horror           |                                                  |
| The Girl from Maxim's          | Alexander Korda                 | Leslie Henson, Frances Day                                    | Musical comedy   |                                                  |
| Going Gay                      | Carmine Gallone                 | Arthur Riscoe, Naunton Wayne                                  | Musical          |                                                  |
| Going Straight                 | John Rawlins                    | Moira Lynd, Helen Ferrers                                     | Comedy           |                                                  |
| The Golden Cage                | Ivar Campbell                   | Anne Grey, Anthony Kimmins                                    | Drama            |                                                  |
| The Good Companions            | Victor Saville                  | Jessie Matthews, Edmund Gwenn                                 | Musical          |                                                  |
| Great Stuff                    | Leslie S. Hiscott               | Henry Kendall, Betty Astell                                   | Comedy           |                                                  |
| Happy                          | Frederic Zelnik                 | Stanley Lupino, Will Fyffe                                    | Comedy           |                                                  |
| Hawley's of High Street        | Thomas Bentley                  | Leslie Fuller, Judy Kelly, Francis Lister                     | Drama            |                                                  |
| Head of the Family             | John Daumery                    | Irene Vanbrugh, John Stuart                                   | Drama            |                                                  |
| Heads We Go                    | Monty Banks                     | Constance Cummings, Frank Lawton                              | Comedy           |                                                  |
| Her Imaginary Lover            | George King                     | Laura La Plante, Percy Marmont                                | Comedy           |                                                  |
| High Finance                   | George King                     | Gibb McLaughlin, Ida Lupino                                   | Drama            |                                                  |
| His Grace Gives Notice         | Leslie S. Hiscott               | Arthur Margetson, Viola Keats                                 | Comedy           |                                                  |
| Home, Sweet Home               | George A. Cooper                | John Stuart, Marie Ney                                        | Drama            |                                                  |
| The House of Trent             | Norman Walker                   | Anne Grey, Wendy Barrie                                       | Drama            |                                                  |
| Hundred to One                 | Walter West                     | Arthur Sinclair, Dodo Watts                                   | Comedy           |                                                  |
| I Adore You                    | George King                     | Margot Grahame, Harold French                                 | Comedy/musical   |                                                  |
| I Lived with You               | Maurice Elvey                   | Ivor Novello, Ursula Jeans                                    | Romance/comedy   |                                                  |
| I Was a Spy                    | Victor Saville                  | Madeleine Carroll, Conrad Veidt                               | Thriller         |                                                  |
| I'll Stick to You              | Leslie Hiscott                  | Jay Laurier, Betty Astell                                     | Comedy           |                                                  |
| I'm an Explosive               | Adrian Brunel                   | William Hartnell, Gladys Jennings                             | Comedy           |                                                  |
| The Iron Stair                 | Leslie S. Hiscott               | Henry Kendall, Dorothy Boyd                                   | Crime            |                                                  |
| It's a Boy                     | Tim Whelan                      | Leslie Henson, Albert Burdon                                  | Comedy           |                                                  |
| It's a King                    | Jack Raymond                    | Sydney Howard, Joan Maude                                     | Comedy           |                                                  |
| The Jewel                      | Reginald Denham                 | Hugh Williams, Jack Hawkins                                   | Crime            |                                                  |
| Just My Luck                   | Jack Raymond                    | Ralph Lynn, Winifred Shotter                                  | Comedy           |                                                  |
| Keep It Quiet                  | Leslie S. Hiscott               | Bertha Belmore, Davy Burnaby                                  | Crime            |                                                  |
| King of the Ritz               | Carmine Gallone, Herbert Smith  | Stanley Lupino, Betty Stockfeld                               | Musical          |                                                  |
| The King's Cup                 | Herbert Wilcox, Alan Cobham     | Chili Bouchier, William Kendall                               | Drama            |                                                  |
| La dame de chez Maxim's        | Alexander Korda                 | Florelle, André Lefaur                                        | Comedy           | French-language version of The Girl from Maxim's |
| The Laughter of Fools          | Adrian Brunel                   | Derrick De Marney, Helen Ferrers                              | Drama            |                                                  |
| Leave It to Me                 | Monty Banks                     | Gene Gerrard, Molly Lamont                                    | Comedy           |                                                  |
| Leave It to Smith              | Tom Walls                       | Tom Walls, Carol Goodner                                      | Comedy           |                                                  |
| Letting in the Sunshine        | Lupino Lane                     | Albert Burdon, Renee Gadd                                     | Comedy           |                                                  |
| The Little Damozel             | Herbert Wilcox                  | Anna Neagle, James Rennie                                     | Romance          |                                                  |
| Little Fella                   | William C. McGann               | Marie Ault, Glyn James                                        | Comedy           |                                                  |
| Little Miss Nobody             | John Daumery                    | Sebastian Shaw, Betty Huntley-Wright                          | Comedy           |                                                  |
| Lord of the Manor              | Henry Edwards                   | Betty Stockfeld, Henry Wilcoxon                               | Comedy           |                                                  |
| The Lost Chord                 | Maurice Elvey                   | John Stuart, Elizabeth Allan                                  | Drama            |                                                  |
| The Love Nest                  | Thomas Bentley                  | Gene Gerrard, Camilla Horn                                    | Comedy           |                                                  |
| The Love Wager                 | A. Cyran                        | Pat Paterson, Frank Stanmore                                  | Comedy           |                                                  |
| Love's Old Sweet Song          | H. Manning Haynes               | John Stuart, Joan Wyndham                                     | Romance          |                                                  |
| Loyalties                      | Basil Dean                      | Basil Rathbone, Heather Thatcher                              | Drama            |                                                  |
| Lucky Blaze                    | Widgey R. Newman                | William Freshman, Moore Marriott                              | Sports           |                                                  |
| The Lure                       | Arthur Maude                    | Anne Grey, Cyril Raymond                                      | Crime            |                                                  |
| Maid Happy                     | Mansfield Markham               | Charlotte Ander, Johannes Riemann                             | Musical          |                                                  |
| The Man from Toronto           | Sinclair Hill                   | Jessie Matthews, Ian Hunter                                   | Romance          |                                                  |
| The Man Outside                | George A. Cooper                | Henry Kendall, Louis Hayward                                  | Crime            |                                                  |
| Mannequin                      | George A. Cooper                | Harold French, Judy Kelly                                     | Drama            |                                                  |
| Marooned                       | Leslie S. Hiscott               | Edmund Gwenn, Viola Lyel                                      | Drama            |                                                  |
| Matinee Idol                   | George King                     | Camilla Horn, Miles Mander                                    | Crime            |                                                  |
| Mayfair Girl                   | George King                     | Sally Blane, John Stuart                                      | Crime            |                                                  |
| The Medicine Man               | Redd Davis                      | Claud Allister, Frank Pettingell                              | Comedy           |                                                  |
| Meet My Sister                 | Jean Daumery                    | Clifford Mollison, Constance Shotter                          | Comedy           |                                                  |
| The Melody-Maker               | Leslie S. Hiscott               | Lester Matthews, Joan Marion                                  | Comedy/musical   |                                                  |
| Mixed Doubles                  | Sidney Morgan                   | Jeanne de Casalis, Frederick Lloyd                            | Comedy           | [ 3 ]                                            |
| Money for Speed                | Bernard Vorhaus                 | John Loder, Ida Lupino                                        | Drama            |                                                  |
| Mr. Quincey of Monte Carlo     | John Daumery                    | John Stuart, Rosemary Ames                                    | Comedy           |                                                  |
| Mrs. Dane's Defence            | A. V. Bramble                   | Joan Barry, Basil Gill                                        | Drama            |                                                  |
| My Lucky Star                  | Louis Blattner, John Harlow     | Florence Desmond, Oscar Asche                                 | Comedy           |                                                  |
| Naughty Cinderella             | John Daumery                    | John Stuart, Betty Huntley-Wright                             | Comedy           |                                                  |
| Night of the Garter            | Jack Raymond                    | Sydney Howard, Elsie Randolph                                 | Comedy           |                                                  |
| No Funny Business              | Victor Hanbury                  | Laurence Olivier, Gertrude Lawrence                           | Comedy           |                                                  |
| On Secret Service              | Arthur B. Woods                 | Karl Ludwig Diehl, Greta Nissen                               | Thriller         |                                                  |
| On Thin Ice                    | Bernard Vorhaus                 | Ursula Jeans, Dorothy Bartlam                                 | Crime            |                                                  |
| One Precious Year              | Henry Edwards                   | Anne Grey, Basil Rathbone                                     | Drama            |                                                  |
| The Only Girl                  | Friedrich Hollaender            | Lilian Harvey, Charles Boyer                                  | Musical          | Co-production with Germany                       |
| Orders Is Orders               | Walter Forde                    | Charlotte Greenwood, James Gleason                            | Comedy           |                                                  |
| Out of the Past                | Leslie S. Hiscott               | Lester Matthews, Joan Marion                                  | Crime            |                                                  |
| Paris Plane                    | John Paddy Carstairs            | John Loder, Molly Lamont                                      | Crime            |                                                  |
| Perfect Understanding          | Cyril Gardner                   | Gloria Swanson, Laurence Olivier                              | Comedy/romance   |                                                  |
| The Pointing Finger            | George Pearson                  | John Stuart, Viola Keats                                      | Drama            |                                                  |
| The Poisoned Diamond           | W. P. Kellino                   | Lester Matthews, Anne Grey                                    | Drama            |                                                  |
| The Pride of the Force         | Norman Lee                      | Patrick Aherne, Leslie Fuller                                 | Comedy           |                                                  |
| Prince of Arcadia              | Hanns Schwarz                   | Carl Brisson, Margot Grahame                                  | Musical          |                                                  |
| The Private Life of Henry VIII | Alexander Korda                 | Charles Laughton, Robert Donat, Merle Oberon, Elsa Lanchester | Historical drama | Academy Award for Best Actor (Laughton)          |
| Puppets of Fate                | George A. Cooper                | Godfrey Tearle, Isla Bevan                                    | Crime            |                                                  |
| Purse Strings                  | Henry Edwards                   | Chili Bouchier, Gyles Isham                                   | Drama            |                                                  |
| Radio Parade                   | Richard Beville, Archie de Bear | Jeanne de Casalis, Claude Hulbert                             | Musical          | [ 4 ]                                            |
| Red Wagon                      | Paul L. Stein                   | Charles Bickford, Anthony Bushell                             | Drama            |                                                  |
| The Return of Raffles          | Mansfield Markham               | George Barraud, Camilla Horn                                  | Crime            |                                                  |
| The Roof                       | George A. Cooper                | Leslie Perrins, Judy Gunn                                     | Crime            |                                                  |
| A Royal Demand                 | Gustav A. Mindzenti             | Cyril McLaglen, Marjorie Hume                                 | Historical       |                                                  |
| The Shadow                     | George A. Cooper                | Henry Kendall, Elizabeth Allan                                | Mystery          |                                                  |
| She Was Only a Village Maiden  | Arthur Maude                    | Anne Grey, Lester Matthews                                    | Comedy           |                                                  |
| A Shot in the Dark             | George Pearson                  | Dorothy Boyd, Jack Hawkins, O. B. Clarence                    | Mystery          |                                                  |
| Side Streets                   | Ivar Campbell                   | Diana Beaumont, Harry Terry                                   | Drama            |                                                  |
| The Silver Spoon               | George King                     | Ian Hunter, Garry Marsh                                       | Comedy           |                                                  |
| Sleeping Car                   | Anatole Litvak                  | Madeleine Carroll, Ivor Novello                               | Comedy           |                                                  |
| Smithy                         | George King                     | Edmund Gwenn, Peggy Novak                                     | Comedy           |                                                  |
| Soldiers of the King           | Maurice Elvey                   | Cicely Courtneidge, Edward Everett Horton                     | Comedy           |                                                  |
| Song of the Plough             | John Baxter                     | Stewart Rome, Allan Jeayes                                    | Drama            |                                                  |
| The Song You Gave Me           | Paul L. Stein                   | Bebe Daniels, Victor Varconi                                  | Musical          |                                                  |
| A Southern Maid                | Harry Hughes                    | Bebe Daniels, Clifford Mollison                               | Musical          |                                                  |
| The Stickpin                   | Leslie S. Hiscott               | Henry Kendall, Betty Astell, Francis L. Sullivan              | Crime            |                                                  |
| The Stolen Necklace            | Leslie S. Hiscott               | Lester Matthews, Joan Marion                                  | Crime            |                                                  |
| Strange Evidence               | Robert Milton                   | Leslie Banks, Carol Goodner                                   | Crime            |                                                  |
| Strike It Rich                 | Leslie S. Hiscott               | Betty Astell, Davy Burnaby                                    | Comedy           |                                                  |
| Summer Lightning               | Maclean Rogers                  | Ralph Lynn, Winifred Shotter                                  | Comedy           |                                                  |
| That's a Good Girl             | Jack Buchanan                   | Jack Buchanan, Elsie Randolph                                 | Musical          |                                                  |
| That's My Wife                 | Leslie S. Hiscott               | Claud Allister, Frank Pettingell                              | Comedy           |                                                  |
| Their Night Out                | Harry Hughes                    | Claude Hulbert, Renee Houston                                 | Comedy           |                                                  |
| The Thirteenth Candle          | John Daumery                    | Isobel Elsom, Arthur Maude                                    | Thriller         | [ 5 ]                                            |
| This Is the Life               | Albert de Courville             | Gordon Harker, Binnie Hale                                    | Comedy           |                                                  |
| This Week of Grace             | Maurice Elvey                   | Gracie Fields, Henry Kendall                                  | Comedy           |                                                  |
| Three Men in a Boat            | Graham Cutts                    | William Austin, Edmund Breon                                  | Comedy           |                                                  |
| Timbuctoo                      | Walter Summers, Arthur B. Woods | Henry Kendall, Margot Grahame                                 | Comedy           |                                                  |
| To Brighton with Gladys        | George King                     | Constance Shotter, Kate Cutler                                | Comedy           |                                                  |
| Too Many Wives                 | Frank Richardson                | Claude Fleming, Alf Goddard                                   | Comedy           |                                                  |
| Trouble                        | Maclean Rogers                  | Sydney Howard, George Curzon                                  | Comedy           |                                                  |
| Turkey Time                    | Tom Walls                       | Tom Walls, Ralph Lynn, Dorothy Hyson                          | Comedy           |                                                  |
| Two Wives for Henry            | Adrian Brunel                   | Garry Marsh, Dorothy Boyd                                     | Comedy           |                                                  |
| The Umbrella                   | Redd Davis                      | Kay Hammond, Harold French                                    | Comedy           |                                                  |
| Up for the Derby               | Maclean Rogers                  | Sydney Howard, Dorothy Bartlam                                | Comedy           |                                                  |
| Up to the Neck                 | Jack Raymond                    | Ralph Lynn, Winifred Shotter                                  | Comedy           |                                                  |
| The Veteran of Waterloo        | A. V. Bramble                   | Jerrold Robertshaw, Roger Livesey                             | Drama            | Short film                                       |
| Waltz Time                     | Wilhelm Thiele                  | Evelyn Laye, Fritz Schulz                                     | Musical          |                                                  |
| The Wandering Jew              | Maurice Elvey                   | Conrad Veidt, Marie Ney                                       | Drama            |                                                  |
| The Wishbone                   | Arthur Maude                    | Nellie Wallace, Davy Burnaby                                  | Comedy           | [ 6 ]                                            |
| Yes, Madam                     | Leslie S. Hiscott               | Frank Pettingell, Kay Hammond                                 | Comedy           |                                                  |
| Yes, Mr Brown                  | Herbert Wilcox                  | Jack Buchanan, Hartley Power, Elsie Randolph                  | Musical comedy   |                                                  |
| You Made Me Love You           | Monty Banks                     | Stanley Lupino, Thelma Todd                                   | Comedy           |                                                  |